# 2013-as konföderációs kupa
A 2013-as konföderációs kupa házigazdája a 2014-es labdarúgó-világbajnokság rendezőjének megválasztott Brazília volt. A tornát június 15. és június 30. között rendezték meg. A győztes a brazil válogatott lett. Egymás után ez volt a harmadik győzelmük, valamint történetük negyedik győzelmét aratta a dél-amerikai csapat.

## Helyszínek
A mérkőzéseknek Rio de Janeiro, Brazíliaváros, Recife, Belo Horizonte, Fortaleza, és Salvador da Bahia adott otthont.
| Belo Horizonte                            | Belo Horizonte Brazíliaváros Recife Rio de Janeiro Fortaleza Salvador da Bahia | Recife                                    |
| ----------------------------------------- | ------------------------------------------------------------------------------ | ----------------------------------------- |
| Estádio Mineirão befogadóképesség: 62 547 | Belo Horizonte Brazíliaváros Recife Rio de Janeiro Fortaleza Salvador da Bahia | Arena Pernambuco befogadóképesség: 44 248 |
|                                           | Belo Horizonte Brazíliaváros Recife Rio de Janeiro Fortaleza Salvador da Bahia |                                           |
| Brazíliaváros                             | Belo Horizonte Brazíliaváros Recife Rio de Janeiro Fortaleza Salvador da Bahia | Rio de Janeiro                            |
| Estádio Nacional befogadóképesség: 68 009 | Belo Horizonte Brazíliaváros Recife Rio de Janeiro Fortaleza Salvador da Bahia | Maracanã befogadóképesség: 76 804         |
|                                           | Belo Horizonte Brazíliaváros Recife Rio de Janeiro Fortaleza Salvador da Bahia |                                           |
| Fortaleza                                 | Belo Horizonte Brazíliaváros Recife Rio de Janeiro Fortaleza Salvador da Bahia | Salvador da Bahia                         |
| Castelão befogadóképesség: 64 846         | Belo Horizonte Brazíliaváros Recife Rio de Janeiro Fortaleza Salvador da Bahia | Arena Fonte Nova befogadóképesség: 52 048 |
|                                           | Belo Horizonte Brazíliaváros Recife Rio de Janeiro Fortaleza Salvador da Bahia |                                           |

## Részt vevő csapatok
A tornán nyolc ország válogatottja vett részt. A rendező Brazília mellett a 2010-es világbajnokság, valamint a 2011-ben és 2012-ben megrendezendő hat kontinenstorna győztese.
A "Részvételek száma" oszlop már tartalmazza ezt a konföderációs kupát is.
| Csapat        | Konföderáció | Kvalifikáció                                            | Kvalifikáció időpontja | Részvételek száma |
| ------------- | ------------ | ------------------------------------------------------- | ---------------------- | ----------------- |
| Brazília      | CONMEBOL     | 2014-es labdarúgó-világbajnokság házigazdája            | 2007. október 30.      | 7                 |
| Spanyolország | UEFA         | 2010-es labdarúgó-világbajnokság győztese               | 2010. július 11.       | 2                 |
| Japán         | AFC          | 2011-es Ázsia-kupa győztese                             | 2011. január 29.       | 5                 |
| Mexikó        | CONCACAF     | 2011-es CONCACAF-aranykupa győztese                     | 2011. június 25.       | 6                 |
| Uruguay       | CONMEBOL     | 2011-es Copa América győztese                           | 2011. július 24.       | 2                 |
| Tahiti        | OFC          | 2012-es OFC-nemzetek kupája győztese                    | 2012. június 10.       | 1                 |
| Olaszország   | UEFA         | 2012-es labdarúgó-Európa-bajnokság második helyezettje1 | 2012. június 28.       | 2                 |
| Nigéria       | CAF          | 2013-as afrikai nemzetek kupája győztese                | 2013. február 10.      | 2                 |

- 1. Spanyolország már a 2010-es vb-győzelemmel kvalifikálta magát, így a második helyezett Olaszország kapta meg a részvételi jogot.

## Sorsolás
A csoportok sorsolását 2012. december 1-jén tartották Sao Paulóban. Azonos konföderációból nem kerülhetett két csapat egy csoportba, emiatt mindkét csoportban volt egy európai (UEFA) és egy dél-amerikai (CONMEBOL) csapat. A házigazda Brazília automatikusan az A1, Spanyolország a B1 jelölést kapta. Emiatt Olaszország az A csoportba, Uruguay pedig a B csoportba került.

## Játékvezetők
| Konföderáció | Játékvezető     | Asszisztens                              |
| ------------ | --------------- | ---------------------------------------- |
| AFC          | Ravshan Ermatov | Abdukhamidullo Rasulov Bahadir Kocskarov |
| AFC          | Nisimura Júicsi | Szagara Tóru Nagi Tosijuki               |
| CAF          | Dzsamel Hajmúdi | Abd el-Hakk Etsiali Redván Ásik          |
| CONCACAF     | Joel Aguilar    | William Torres Juan Zumba                |
| CONMEBOL     | Diego Abal      | Hernán Maidana Juan Pablo Belatti        |
| CONMEBOL     | Enrique Osses   | Francisco Mondría Carlos Astroza         |
| UEFA         | Felix Brych     | Thorsten Schiffner Mark Borsch           |
| UEFA         | Björn Kuipers   | Sander van Roekel Erwin Zeinstra         |
| UEFA         | Pedro Proença   | Bertino Miranda Tiago Trigo              |
| UEFA         | Howard Webb     | Darren Cann Mike Mullarkey               |

## Labda
A torna labdáját a sorsoláskor mutatták be. A labda a „Cafusa” nevet viseli. Ez egy mozaikszó, amely a karnevál (Carnaval), a labdarúgás (Futebol) és a szamba (Samba) szavakból tevődik össze.

## Gólbíró-technológia
A FIFA 2013 áprilisában úgy döntött, hogy a GoalControl nevű gólbíró-technológiát alkalmazzák a tornán.

## Keretek
A tornára minden csapat 23 játékost nevezhetett. Minden csapatnak legalább három kapust kellett neveznie. Sérült játékost legkésőbb az adott csapat első mérkőzése előtt 24 órával lehetett cserélni a keretben.

## Eredmények
A torna menetrendjét 2012. május 30-án tették közzé. A csoportkörben minden csapat a másik három csapattal egy-egy mérkőzést játszik körmérkőzéses rendszerben, így összesen 6 mérkőzésre került sor mindkét csoportban. Minden csoportban az utolsó két mérkőzést azonos időpontban játszották. A csoportokból az első két helyezett jutott tovább az elődöntőbe. Az elődöntő győztesei játszották a döntőt, a vesztesek a bronzéremért mérkőzhettek.
Az időpontok a brazil időzóna (UTC–3), valamint zárójelben a magyar idő (UTC+2) szerint olvashatóak.

### Csoportkör
| Színmagyarázat                                           |
| -------------------------------------------------------- |
| A csoportok első két helyezettje bejutott az elődöntőbe. |
| A csoportok harmadik és negyedik helyezettjei kiestek.   |

A csoportokban a következők szerint kellett meghatározni a sorrendet:
1. több szerzett pont az összes mérkőzésen (egy győzelemért 3 pont, egy döntetlenért 1 pont jár, a vereségért nem jár pont)
2. jobb gólkülönbség az összes mérkőzésen
3. több lőtt gól az összes mérkőzésen

Ha két vagy több csapat a fenti három kritérium alapján is azonos eredménnyel áll, akkor a következők szerint kellett meghatározni a sorrendet:
1. több szerzett pont az azonosan álló csapatok között lejátszott mérkőzéseken
2. jobb gólkülönbség az azonosan álló csapatok között lejátszott mérkőzéseken
3. több lőtt gól az azonosan álló csapatok között lejátszott mérkőzéseken
4. sorsolás

#### A csoport
| Csapat      | M | Gy | D | V | G+ | G– | Gk | P |
| ----------- | - | -- | - | - | -- | -- | -- | - |
| Brazília    | 3 | 3  | 0 | 0 | 9  | 2  | +7 | 9 |
| Olaszország | 3 | 2  | 0 | 1 | 8  | 8  | 0  | 6 |
| Mexikó      | 3 | 1  | 0 | 2 | 3  | 5  | –2 | 3 |
| Japán       | 3 | 0  | 0 | 3 | 4  | 9  | –5 | 0 |

| 2013. június 15. 16:00 (21:00) |

| Brazília                        | 3–0               | Japán |
| ------------------------------- | ----------------- | ----- |
| Neymar 3' Paulinho 48' Jô 90+3' | (1–0) Jegyzőkönyv |       |

| Estádio Nacional, Brazíliaváros Nézőszám: 67 423 Játékvezető: Pedro Proença (portugál) |

| 2013. június 16. 16:00 (21:00) |

| Mexikó                   | 1–2               | Olaszország             |
| ------------------------ | ----------------- | ----------------------- |
| Hernández 34' (11-esből) | (1–1) Jegyzőkönyv | Pirlo 27' Balotelli 78' |

| Maracanã, Rio de Janeiro Nézőszám: 73 123 Játékvezető: Enrique Osses (chilei) |

| 2013. június 19. 16:00 (21:00) |

| Brazília           | 2–0               | Mexikó |
| ------------------ | ----------------- | ------ |
| Neymar 9' Jô 90+3' | (1–0) Jegyzőkönyv |        |

| Castelão, Fortaleza Nézőszám: 50 791 Játékvezető: Howard Webb (angol) |

| 2013. június 19. 19:00 (24:00) |

| Olaszország                                                           | 4–3               | Japán                                       |
| --------------------------------------------------------------------- | ----------------- | ------------------------------------------- |
| De Rossi 41' Ucsida 50' (öngól) Balotelli 52' (11-esből) Giovinco 86' | (1–2) Jegyzőkönyv | Honda 21' (11-esből) Kagava 33' Okazaki 69' |

| Cidade da Copa, Recife Nézőszám: 40 489 Játékvezető: Diego Abal (argentin) |

| 2013. június 22. 16:00 (21:00) |

| Olaszország                   | 2–4               | Brazília                            |
| ----------------------------- | ----------------- | ----------------------------------- |
| Giaccherini 51' Chiellini 71' | (0–1) Jegyzőkönyv | Dante 45+1' Neymar 55' Fred 66' 89' |

| Fonte Nova, Salvador da Bahia Nézőszám: 48 874 Játékvezető: Ravshan Ermatov (üzbég) |

| 2013. június 22. 16:00 (21:00) |

| Japán       | 1–2               | Mexikó            |
| ----------- | ----------------- | ----------------- |
| Okazaki 86' | (0–0) Jegyzőkönyv | Hernández 55' 67' |

| Mineirão, Belo Horizonte Nézőszám: 52 690 Játékvezető: Felix Brych (német) |

#### B csoport
| Csapat        | M | Gy | D | V | G+ | G– | Gk  | P |
| ------------- | - | -- | - | - | -- | -- | --- | - |
| Spanyolország | 3 | 3  | 0 | 0 | 15 | 1  | +14 | 9 |
| Uruguay       | 3 | 2  | 0 | 1 | 11 | 3  | +8  | 6 |
| Nigéria       | 3 | 1  | 0 | 2 | 7  | 6  | +1  | 3 |
| Tahiti        | 3 | 0  | 0 | 3 | 1  | 24 | –23 | 0 |

| 2013. június 16. 19:00 (24:00) |

| Spanyolország         | 2–1               | Uruguay    |
| --------------------- | ----------------- | ---------- |
| Pedro 20' Soldado 32' | (2–0) Jegyzőkönyv | Suárez 88' |

| Cidade da Copa, Recife Nézőszám: 41 705 Játékvezető: Nisimura Júicsi (japán) |

| 2013. június 17. 16:00 (21:00) |

| Tahiti       | 1–6               | Nigéria                                                                   |
| ------------ | ----------------- | ------------------------------------------------------------------------- |
| J. Tehau 54' | (0–3) Jegyzőkönyv | Vallar 5' (öngól) Oduamadi 10' 26' 76' J. Tehau 69' (öngól) Echiéjilé 80' |

| Mineirão, Belo Horizonte Nézőszám: 20 187 Játékvezető: Joel Aguilar (salvadori) |

| 2013. június 20. 16:00 (21:00) |

| Spanyolország                                                  | 10–0              | Tahiti |
| -------------------------------------------------------------- | ----------------- | ------ |
| Torres 5' 33' 57' 78' Silva 31' 89' Villa 39' 49' 64' Mata 66' | (4–0) Jegyzőkönyv |        |

| Maracanã, Rio de Janeiro Nézőszám: 71 806 Játékvezető: Dzsamel Hajmúdi (algériai) |

| 2013. június 20. 19:00 (24:00) |

| Nigéria   | 1–2               | Uruguay               |
| --------- | ----------------- | --------------------- |
| Mikel 37' | (1–1) Jegyzőkönyv | Lugano 19' Forlán 51' |

| Fonte Nova, Salvador da Bahia Nézőszám: 26 769 Játékvezető: Björn Kuipers (holland) |

| 2013. június 23. 16:00 (21:00) |

| Nigéria | 0–3               | Spanyolország          |
| ------- | ----------------- | ---------------------- |
|         | (0–1) Jegyzőkönyv | Alba 3' 88' Torres 62' |

| Castelão, Fortaleza Nézőszám: 51 263 Játékvezető: Joel Aguilar (salvadori) |

| 2013. június 23. 16:00 (21:00) |

| Uruguay                                                                                    | 8–0               | Tahiti           |
| ------------------------------------------------------------------------------------------ | ----------------- | ---------------- |
| Hernández 2' 24' 45+1' 67' (11-esből) Pérez 27' Lodeiro 61' Suárez 82' 90' Scotti 42′, 51′ | (4–0) Jegyzőkönyv | Ludivion 8′, 59′ |

| Cidade da Copa, Recife Nézőszám: 22 047 Játékvezető: Pedro Proença (portugál) |

### Egyenes kieséses szakasz
|  |                                |               |               |                             |   |          |          |       |
|  | Elődöntők                      | Elődöntők     | Elődöntők     |                             |   | Döntő    | Döntő    | Döntő |
|  | Elődöntők                      | Elődöntők     | Elődöntők     |                             |   | Döntő    | Döntő    | Döntő |
|  | június 26. – Belo Horizonte    |               |               |                             |   |          |          |       |
|  |                                |               |               |                             |   |          |          |       |
|  | A1                             | Brazília      | 2             |                             |   |          |          |       |
|  | A1                             | Brazília      | 2             | június 30. – Rio de Janeiro |   |          |          |       |
|  | B2                             | Uruguay       | 1             |                             |   |          |          |       |
|  | B2                             | Uruguay       | 1             |                             |   | Brazília | Brazília | 3     |
|  | június 27. – Fortaleza         |               |               |                             |   | Brazília | Brazília | 3     |
|  |                                |               | Spanyolország | Spanyolország               | 0 |          |          |       |
|  | B1                             | Spanyolország | Spanyolország | Spanyolország               | 0 | 0 (7)    |          |       |
|  | B1                             | Spanyolország |               |                             |   |          |          |       |
|  | A2                             | Olaszország   | 0 (6)         |                             |   |          |          |       |
|  | A2                             | Olaszország   | 0 (6)         | Bronzmérkőzés               |   |          |          |       |
|  |                                |               |               |                             |   |          |          |       |
|  | június 30. – Salvador da Bahia |               |               |                             |   |          |          |       |
|  |                                |               |               |                             |   |          |          |       |
|  | Uruguay                        | Uruguay       | 2 (2)         |                             |   |          |          |       |
|  | Uruguay                        | Uruguay       | 2 (2)         |                             |   |          |          |       |
|  | Olaszország                    | Olaszország   | 2 (3)         |                             |   |          |          |       |
|  | Olaszország                    | Olaszország   | 2 (3)         |                             |   |          |          |       |

#### Elődöntők
| 2013. június 26. 16:00 (21:00) |

| Brazília              | 2–1               | Uruguay    |
| --------------------- | ----------------- | ---------- |
| Fred 41' Paulinho 86' | (1–0) Jegyzőkönyv | Cavani 48' |

| Mineirão, Belo Horizonte Nézőszám: 57 483 Játékvezető: Enrique Osses (chilei) |

| 2013. június 27. 16:00 (21:00) |

| Spanyolország                                | 0–0 (h. u.) | Olaszország                                                 |
| -------------------------------------------- | ----------- | ----------------------------------------------------------- |
|                                              | Jegyzőkönyv |                                                             |
| Büntetőpárbaj                                |             |                                                             |
| Xavi Iniesta Piqué Ramos Mata Busquets Navas | 7–6         | Candreva Aquilani De Rossi Giovinco Pirlo Montolivo Bonucci |

| Estádio Castelão, Fortaleza Nézőszám: 56 083 Játékvezető: Howard Webb (angol) |

#### Bronzmérkőzés
| 2013. június 30. 13:00 (18:00) |

| Uruguay                              | 2–2               | Olaszország                                 |
| ------------------------------------ | ----------------- | ------------------------------------------- |
| Cavani 58' 78'                       | (0–1) Jegyzőkönyv | Astori 24' Diamanti 73'                     |
| Büntetőpárbaj                        |                   |                                             |
| Forlán Cavani Suárez Cáceres Gargano | 2–3               | Aquilani El Shaarawy De Sciglio Giaccherini |

| Fonte Nova, Salvador da Bahia Nézőszám: 43 382 Játékvezető: Dzsamel Hajmúdi (algériai) |

#### Döntő
| 2013. június 30. 19:00 (24:00) |

| Brazília               | 3–0               | Spanyolország |
| ---------------------- | ----------------- | ------------- |
| Fred 2' 48' Neymar 44' | (2–0) Jegyzőkönyv |               |

| Maracanã, Rio de Janeiro Játékvezető: Björn Kuipers (holland) |

### Díjak
| A 2013-as konföderációs kupa győztese |
| ------------------------------------- |
| · Brazília · 4. cím                   |

A torna után a következő díjakat adták át:
| Aranylabda                     | Ezüstlabda                     | Bronzlabda           |
| ------------------------------ | ------------------------------ | -------------------- |
| Neymar                         | Andrés Iniesta                 | Paulinho             |
| Aranycipő                      | Ezüstcipő                      | Bronzcipő            |
| Fernando Torres                | Fred                           | Neymar               |
| 5 gólos (1 gólpassz, 273 perc) | 5 gólos (1 gólpassz, 423 perc) | 4 gólos (2 gólpassz) |
| Aranykesztyű                   |                                |                      |
| Júlio César                    |                                |                      |
| FIFA Fair Play-díj             |                                |                      |
| Spanyolország                  |                                |                      |

### Gólszerzők
5 gólos
- Fred
- Fernando Torres

4 gólos
- Neymar
- Abel Hernández

3 gólos
| - Javier Hernández - Nnamdi Oduamadi | - David Villa - Edinson Cavani | - Luis Suárez |

2 gólos
| - Jô - Paulinho | - Okazaki Sindzsi - Mario Balotelli | - Jordi Alba - David Silva |

1 gólos
| - Dante - Honda Keiszuke - Kagava Sindzsi - Uwa Elderson Echiéjilé - John Obi Mikel - Davide Astori - Giorgio Chiellini | - Daniele De Rossi - Alessandro Diamanti - Emanuele Giaccherini - Sebastian Giovinco - Andrea Pirlo - Juan Mata - Pedro | - Roberto Soldado - Jonathan Tehau - Diego Forlán - Nicolás Lodeiro - Diego Lugano - Diego Pérez |

Öngólok
| - Ucsida Acuto (Olaszország ellen) | - Jonathan Tehau (Nigéria ellen) | - Nicolas Vallar (Nigéria ellen) |

### Gólpasszok
3 gólpassz
- Walter Gargano

2 gólpassz
| - Neymar - Oscar - Endó Jaszuhito | - Ahmed Musa - Ideye Brown - David Villa | - Nicolás Lodeiro |

1 gólpassz
| - Dani Alves - Fred - Marcelo - Hulk - José Andrés Guardado - Hiram Mier - Alberto Aquilani - Andrea Pirlo - Claudio Marchisio | - Emanuele Giaccherini - Mario Balotelli - Andrés Iniesta - Cesc Fàbregas - David Silva - Fernando Torres - Jesús Navas - Juan Mata - Natxo Monreal | - Pedro Rodríguez - Santi Cazorla - Raúl Albiol - Marama Vahirua - Abel Hernández - Andrés Scotti - Diego Forlán - Edinson Cavani |

### Lapok
2 sárga lap, 1 közvetlen piros lap
- Gerard Piqué

1 sárga lap + 2 sárga lap és 1 piros lap
| - Riccardo Montolivo - Teheivarii Ludivion - Andrés Scotti |

3 sárga lap
| - Daniele De Rossi |

2 sárga lap
| - David Luiz - Luiz Gustavo | - Haszabe Makoto - Álvaro Arbeloa | - Diego Lugano - Edinson Cavani |

1 sárga lap
| - Dani Alves - Marcelo - Neymar - Thiago Silva - Konno Jaszujuki - Szakai Hiroki - José Andrés Guardado - Giovani dos Santos - Guillermo Ochoa - Franco Rodríguez | - Héctor Herrera López - Héctor Moreno Herrera - Joseph Akpala - Kenneth Omeruo - Michel Babatunde - Andrea Barzagli - Claudio Marchisio - Gianluigi Buffon - Giorgio Chiellini - Mario Balotelli | - Santi Cazorla - Sergio Ramos - Nicolas Vallar - Steevy Chong Hue - Diego Pérez - Álvaro Rafael González - Sebastián Coates - Luis Alberto Suárez - Maximiliano Pereira |

### Végeredmény

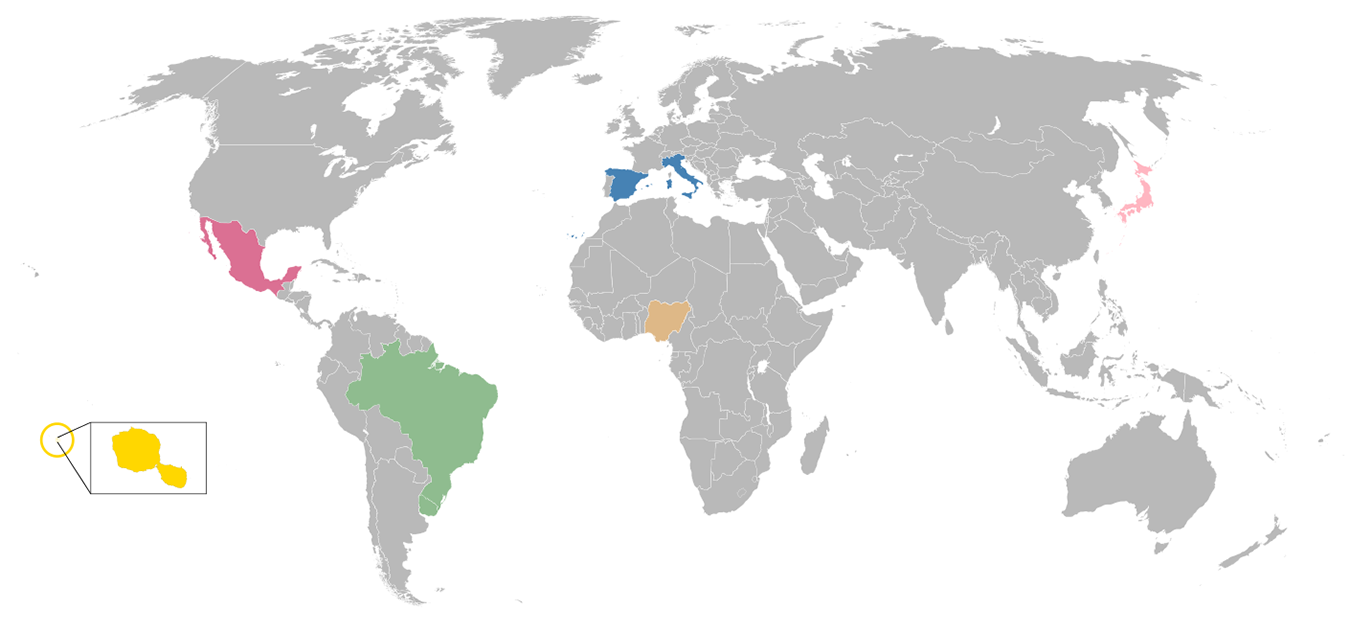
A 2013-as konföderációs kupán részt vevő országok

Az első négy helyezett utáni sorrend nem tekinthető hivatalosnak, mivel ezekért a helyekért nem játszottak mérkőzéseket. Ezért e helyezések meghatározásához az alábbiak lettek figyelembe véve:
1. több szerzett pont (a 11-esekkel eldöntött találkozók a hosszabbítást követő eredménnyel, döntetlenként vannak feltüntetve)
2. jobb gólkülönbség
3. több szerzett gól

A hazai csapat eltérő háttérszínnel kiemelve.
| Helyezés | Nemzet        | M | Gy | D | V | G+ | G– | Gk  | P  |
| -------- | ------------- | - | -- | - | - | -- | -- | --- | -- |
| Arany    | Brazília      | 5 | 5  | 0 | 0 | 14 | 3  | +11 | 15 |
| Ezüst    | Spanyolország | 5 | 3  | 1 | 1 | 15 | 4  | +11 | 10 |
| Bronz    | Olaszország   | 5 | 2  | 2 | 1 | 10 | 10 | 0   | 8  |
| 4.       | Uruguay       | 5 | 2  | 1 | 2 | 14 | 7  | +7  | 7  |
|          |               |   |    |   |   |    |    |     |    |
| 5.       | Nigéria       | 3 | 1  | 0 | 2 | 7  | 6  | +1  | 3  |
| 6.       | Mexikó        | 3 | 1  | 0 | 2 | 3  | 5  | –2  | 3  |
| 7.       | Japán         | 3 | 0  | 0 | 3 | 4  | 9  | –5  | 0  |
| 8.       | Tahiti        | 3 | 0  | 0 | 3 | 1  | 24 | –23 | 0  |